# The Dream of Christmas
The Dream of Christmas er det sjette album af Gary Barlow. Det blev udgivet den 26. november 2021 af Polydor Records. Albummet indeholder fortolkninger af gamle jule klassikere, Barlow har tilmed også skrevet nogle af sangene på pladen.
Albummet er også Barlows aller første julealbum. Robbie Williams der også er kendt fra Take That udgav hertil også et julealbum under navnet ''The Christmas Present'' i 2019.
The Dream of Christmas peakede som nr. 5 på den britiske hitliste.

## Singler
1. "Sleigh Ride" blev udgivet 29. oktober 2021 som albummets første single.
2. "The Dream of Christmas" blev udgivet 29. oktober 2021 som albummets anden single.
3. "How Christmas Is Supposed to Be" (feat. Sheridan Smith) blev udgivet 24. november 2021 som albummets tredje og sidste single. Højeste placering var som nr. 68 på den britiske hitliste.

## Trackliste
1. The Dream of Christmas
2. Sleigh Ride
3. Wonderful Christmastime
4. How Christmas Is Supposed To Be (feat Sheridan Smith)
5. This Christmas
6. Come On Christmas
7. My Dear Acquaintance
8. Winter Wonderland (feat. Puppini Sisters)
9. The Colder It Feels (feat Sheku Kanneh-Mason)
10. Merry Christmas Everyone
11. A Child’s Christmas in Wales (feat. Aled Jones)
12. I’ve Got My Love To Keep Me Warm
13. I Believe in Father Christmas
14. In The Bleak Midwinter
15. The Most Wonderful Time Of The Year

## Charts
| Hitlisterne fra 2021          | Højeste placering |
| ----------------------------- | ----------------- |
| Tyskland (Media Control)      | 90                |
| Irland (IRMA)                 | 34                |
| Schweiz (Schweizer Hitparade) | 99                |
| Skotske albummer (OCC)        | 5                 |
| Storbritannien (OCC)          | 5                 |